# Павлишин Іван Іванович
Іван́ Іва́нович Павли́шин (нар. 16 травня 1994 — 20 грудня 2022)  — сержант Збройних сил України, учасник російсько-української війни. Повний кавалер ордена «За мужність», Герой України з удостоєнням ордена «Золота Зірка» (посмертно).

## Біографія
Народився 16 травня 1994 року в селі Заверешиця, у Городоцькій міській об'єднаній територіальній громаді Львівського району Львівської області.
Навчався у Заверещицькому НВК «Берегиня».
Закінчив Львівський професійний ліцей залізничного транспорту.
Служив у 24-й окремій механізованій бригаді імені Короля Данила, був розвідником.
У ЗСУ — з 2013 р. Спочатку був танкістом, згодом перевівся в розвідувальний підрозділ.
На фронті з 2014 року. Брав участь у визволенні Ямполя, Закотного, Лисичанська, а також у боях за Луганщину.
Станом на жовтень 2019 року — старший сержант НТБ 24-ї бригади імені короля Данила Галицького.
Повномасштабне вторгнення РФ з підрозділом зустрів на Сході, брав участь у боях за Попасну (Луганщина).
Був поранений в око, після лікування повернувся на службу.
Загинув 20 грудня 2022 року на околицях м. Бахмут при виконанні бойового завдання.

## Нагороди
- звання Герой України з удостоєнням ордена «Золота Зірка» (29 вересня 2023, посмертно) — за особисту мужність і героїзм, виявлені у захисті державного суверенітету та територіальної цілісності України, самовіддане служіння Українському народові
- орден «За мужність» I ступеня (04.07.2022) — За особисту мужність і самовіддані дії, виявлені у захисті державного суверенітету та територіальної цілісності України, вірність військовій присязі.
- орден «За мужність» II ступеня (10.10.2019) — За особисту мужність і самовідданість, виявлені під час бойових дій, високий професіоналізм та зразкове виконання службових обов'язків.
- орден «За мужність» III ступеня (27.06.2015) — За особисту мужність і високий професіоналізм, виявлені у захисті державного суверенітету та територіальної цілісності України, вірність військовій присязі.